# Абова, Тамара Евгеньевна
Тамара Евгеньевна Абова (род. 18 ноября 1927 года, Сумы — 21 июля 2019 года, Москва) — советский и российский правовед, специалист в области гражданского и арбитражного процесса, гражданского права, хозяйственного права, доктор юридических наук, профессор. Заведующая сектором гражданского права, гражданского и арбитражного процесса Института государства и права РАН (ИГП РАН) с 1995 по 2018 год, арбитр Международного коммерческого арбитражного суда и Морской арбитражной комиссии при ТПП РФ, член научно-консультативных советов при Высшем арбитражном суде РФ и Арбитражном суде Московского округа, член Московского клуба юристов. Заслуженный деятель науки Российской Федерации (2006) лауреат премии «Юрист года» в номинации «За вклад в юридическую науку» (2014), автор более 150 научных трудов.

## Биография
Родилась в г. Сумы (Сумский район Харьковской губернии), выросла и почти всю свою жизнь прожила в Москве. Отец был юристом, мать работала машинисткой. В годы Великой Отечественной войны находилась с матерью Анной Израилевной Абовой (1896—1980) в эвакуации в Молотове и Свердловске.
В 1945 году поступила в Московский юридический институт, после его окончания поступила в аспирантуру. Под руководством профессора Марка Гурвича подготовила и защитила кандидатскую диссертацию «Соучастие в советском гражданском процессе» (1952 год).
С 1955 года в течение восьми лет работала юрисконсультом в промышленности, в Министерстве путей сообщения.
В 1964 году стала сотрудником Института государства и права Академии наук СССР (ИГП АН), проработав много[уточнить] лет в секторе хозяйственного права под руководством академика В. В. Лаптева.
В 1969 году была приглашена в Московский государственный институт международных отношений для чтения лекций по транспортному праву СССР и зарубежных стран, затем по гражданскому процессу СССР и зарубежных стран.
Также преподавала учебные дисциплины «Транспортное право» и «Арбитражный процесс» в Академическом правовом университете (институте) при Институте государства и права РАН.
С 2000 года возглавляла Диссертационный Совет Д.002.002.06 при Институте государства и права РАН, объединяющий специальности 12.00.03 и 12.00.15.
Написанные ею в 1960—1980 года труды «Разрешение хозяйственных споров» (в соавторстве с В. С. Тадевосяном, 1968) и «Арбитражный процесс в СССР. Понятие, основные принципы» / Отв. ред. А. А. Мельников, 1985) стали основой современной доктрины арбитражного процессуального права.
В 1986 году защитила докторскую диссертацию на тему «Защита хозяйственных прав предприятий и производственных объединений».
Принимала участие в работе над проектами законов «О собственности в СССР» (1990) и «О кооперации в СССР» (1988).
Участвовала в работе ряда конгрессов Международного кооперативного альянса. На конгрессе в Праге в 2000 году представляла проект Федерального закона «О кооперативах в Российской Федерации» и доклад «О гармонизации законодательства о кооперативах в России».
Являясь членом Ассоциации российских кооперативов, пользовалась авторитетом в среде кооператоров.
Почти четверть века[уточнить] Абова руководила сектором гражданского права, гражданского и арбитражного процесса (позже - сектор процессуального права) Института государства и права Российской академии наук. Возглавляла Центр цивилистических исследований ИГП РАН.
В 2006 году рабочая группа под руководством Т. Е. Абовой подготовила проект закона о кооперативах всех видов, который мог бы служить своеобразной «кооперативной конституцией» для России. Однако он так и не стал законом, поскольку введение единого регулирования для различных видов кооперативов казалось тогда[кому?] слишком смелым шагом.
Абова - специалист в области теории юридических лиц, транспортного права и других институтов частного права, гражданского судопроизводства.
Одной из крупнейших научных работ, которая была осуществлена в ИГП РАН при участии и под руководством Т. Е. Абовой, является Комментарий к Гражданскому кодексу Российской Федерации, части которого выдержали несколько изданий. Т. Е. Абовой написаны комментарии к главам Гражданского кодекса РФ «Осуществление гражданских прав», «Исковая давность», «Перевозка», «Транспортная экспедиция».
Под руководством проф. Абовой были подготовлены и защищены более 30 докторских и кандидатских диссертаций по гражданскому и транспортному праву, гражданскому и арбитражному процессу, альтернативному разрешению споров.
В 2007 году были изданы избранные труды Тамары Абовой с предисловием её учеников Е. А. Виноградовой и Е. И. Носыревой. Опубликованы основные работы профессора Т. Е. Абовой по процессуальному и материальному праву.
После смерти Абовой научную работу в секторе гражданского права, гражданского и арбитражного процесса продолжили её ученики — К. А. Лебедь, И. Н. Лукьянова, А. В. Пушкина.
В память о Т. Е. Абовой в Институте государства и права РАН проводятся «Абовские чтения». По результатам первых трёх изданы сборники научных трудов.>
Абова похоронена в Москве на Востряковском кладбище.

## Звания и награды
- Заслуженный деятель науки Российской Федерации (2006)
- Лауреат премии «Фемида» (2007)
- Лауреат премии «Юрист года» в номинации «За вклад в юридическую науку» (2014)